# Тарасиха (Тверская область)
Тарасиха — деревня в Удомельском городском округе Тверской области.

## География
Деревня находится в северной части Тверской области на расстоянии приблизительно 20 км на север-северо-запад по прямой от железнодорожного вокзала города Удомля.

## История
Деревня известна с 1779 года, когда принадлежала прапорщице Агрипине Евстигнеевне Ягановой. В деревне было 7 дворов (1859), 15 (1886), 19 (1911). Хозяйств было 22 (1958), 11 (1986), 10 (1999). В советский период истории здесь действовали колхозы «Красная Тарасиха», «Первомайский», им. Жданова, «Россия», «Бережок». До 2015 года входила в состав Котлованского сельского поселения до упразднения последнего. С 2015 года в составе Удомельского городского округа.

## Население
Численность населения: 61 человек (1859 год), 97 (1886), 114 (1911), 49 (1958), 18 (1986), 14 (1999), 0 в 2002 году, 1 в 2010.